# Timezrit (Béjaïa)
Timezrit (în arabă تيمزريت) este o comună din provincia Béjaïa, Algeria.
Populația comunei este de 25.853 de locuitori (2008).